# Фосдиново
Фосдиново (итал. Fosdinovo) је насеље у Италији у округу Маса-Карара, региону Тоскана.
Према процени из 2011. у насељу је живело 403 становника. Насеље се налази на надморској висини од 488 м.

## Становништво
Према резултатима пописа становништва 2011. у општини је живело 4.971 становника.
| 1931. | 1936. | 1951. | 1961. | 1971. | 1981. | 1991. | 2001. | 2011. |
| ----- | ----- | ----- | ----- | ----- | ----- | ----- | ----- | ----- |
| 4.932 | 4.818 | 4.170 | 3.568 | 3.206 | 3.617 | 3.949 | 4.379 | 4.971 |